# Bầu cử tổng thống Hoa Kỳ 1788–1789
Cuộc bầu cử tổng thống Hoa Kỳ năm 1788 là cuộc bầu cử tổng thống đầu tiên. Nó được tổ chức từ thứ hai 15 tháng 12 năm 1788 đến Thứ Bảy 10 tháng 1, năm 1789, dưới sự phê chuẩn Hiến pháp mới năm 1788. George Washington được nhất trí bầu làm Tổng thống đầu tiên, còn John Adams được bầu làm Phó Tổng thống đầu tiên. Đây là cuộc bầu cử tổng thống Mỹ duy nhất kéo dài hai năm dương lịch (1788 và 1789).
Theo các Điều khoản của Liên minh, được phê chuẩn vào năm 1781, Hoa Kỳ không có nguyên thủ quốc gia. Sự tách biệt chức năng điều hành của chính phủ khỏi cơ quan lập pháp là không đầy đủ, như ở các quốc gia sử dụng hệ thống nghị viện. Quyền lực liên bang, bị hạn chế nghiêm ngặt, mà lúc đó, Chủ tịch Đại hội Liên minh phục vụ như là Tổng thống và Nguyên thủ quốc gia.
Hiến pháp mới thành lập các văn phòng của Tổng thống và Phó Tổng thống, tách hoàn toàn các văn phòng từ Quốc hội. Hiến pháp đã thành lập một Đại Cử tri Đoàn, dựa trên đại diện của Quốc hội mỗi bang, trong đó mỗi cử tri sẽ bỏ hai phiếu cho hai ứng cử viên khác nhau, một thủ tục được sửa đổi vào năm 1804 bằng cách phê chuẩn Tu chánh án thứ mười hai. Các tiểu bang khác nhau có các phương pháp khác nhau để lựa chọn cử tri tổng thống. Trong 5 tiểu bang, cơ quan lập pháp tiểu bang đã chọn cử tri. 6 người còn lại đã chọn các đại cử tri thông qua một số hình thức liên quan đến một cuộc bỏ phiếu phổ biến, mặc dù chỉ có hai bang lựa chọn phụ thuộc trực tiếp vào một cuộc bỏ phiếu toàn tiểu bang theo cách thậm chí gần giống với phương pháp hiện đại ở tất cả các bang.
Tất cả 69 cử tri bỏ phiếu cho Washington, khiến cuộc bầu cử tổng thống được nhất trí. Adams đã giành được 34 phiếu đại cử tri và trở thành phó tổng thống. 35 phiếu đại cử tri còn lại được chia cho 10 ứng cử viên khác nhau, bao gồm cả John Jay, người đứng thứ hai với chín phiếu đại cử tri. Washington được tuyên thệ tại thành phố New York vào ngày 30 tháng 4 năm 1789, 57 ngày sau khi Đại hội lần thứ nhất triệu tập.

## Ứng cử viên

### Ứng cử viên liên bang
| Ứng cử viên       | Chức vụ trước đó                      | Tiểu bang     |
| ----------------- | ------------------------------------- | ------------- |
| John Adams        | Cựu Đại sứ tại Anh và Hà Lan          | Massachusetts |
| John Jay          | Bộ trưởng Ngoại giao Hoa Kỳ           | New York      |
| John Rutledge     | Cựu thống đốc Nam Carolina            | Nam Carolina  |
| John Hancock      | Thống đốc bang Massachusetts          | Massachusetts |
| Samuel Huntington | Thống đốc bang Connecticut            | Connecticut   |
| Benjamin Lincoln  | Cựu Bộ trưởng Chiến tranh Hoa Kỳ      | Massachusetts |
| George Washington | Cựu Tổng Tư lệnh của Lục quân Lục địa | Virginia      |

### Ứng cử viên chống Liên bang
| Thí sinh       | Chức vụ            | Tiểu bang |
| -------------- | ------------------ | --------- |
| George Clinton | Thống đốc New York | New York  |

## Kết quả

### Phiếu Phổ thông
|                        | Bình chọn phổ biến | Bình chọn phổ biến |
| Số phiếu               | %                  |                    |
| ---------------------- | ------------------ | ------------------ |
| Bầu cử liên bang       | 39.624             | 90,5%              |
| Bầu cử chống liên bang | 4,158              | 9,5%               |
| Toàn bộ                | 43.782             | 100,0%             |

### Bầu cử
| Ứng cử viên tổng thống         | Đảng                           | Bang nhà                       | Phiếu Phổ thông                | Phiếu Phổ thông                | Phiếu Đại Cử tri |
| Ứng cử viên tổng thống         | Đảng                           | Bang nhà                       | Số phiếu                       | %                              | Phiếu Đại Cử tri |
| ------------------------------ | ------------------------------ | ------------------------------ | ------------------------------ | ------------------------------ | ---------------- |
| George Washington              | Độc lập                        | Virginia                       | 43.782                         | 100,0%                         | 69               |
| John Adams                     | Liên bang                      | Massachusetts                  | -                              | -                              | 34               |
| John Jay                       | Liên bang                      | New York                       | -                              | -                              | 9                |
| Robert H. Harrison             | Liên bang                      | Maryland                       | -                              | -                              | 6                |
| John Rutledge                  | Liên bang                      | Nam Carolina                   | -                              | -                              | 6                |
| John Hancock                   | Liên bang                      | Massachusetts                  | -                              | -                              | 4                |
| George Clinton                 | Chống liên bang                | New York                       | -                              | -                              | 3                |
| Samuel Huntington              | Liên bang                      | Connecticut                    | -                              | -                              | 2                |
| John Milton                    | Liên bang                      | Georgia                        | -                              | -                              | 2                |
| James Armstrong                | Liên bang                      | Georgia                        | -                              | -                              | 1                |
| Lincoln Lincoln                | Liên bang                      | Massachusetts                  | -                              | -                              | 1                |
| Edward Telfair                 | Chống liên bang                | Georgia                        | -                              | -                              | 1                |
| Toàn bộ                        | Toàn bộ                        | Toàn bộ                        | 43.782                         | 100,0%                         | 138              |
| Cần thiết để giành chiến thắng | Cần thiết để giành chiến thắng | Cần thiết để giành chiến thắng | Cần thiết để giành chiến thắng | Cần thiết để giành chiến thắng | 37               |

| \| Phiếu Đại cử tri \| Phiếu Đại cử tri \| Phiếu Đại cử tri \| Phiếu Đại cử tri \| Phiếu Đại cử tri \| \| ---------------- \| ---------------- \| ---------------- \| ---------------- \| ---------------- \| \| \| \| \| \| \| \| Washington \| Washington \| \| 85.2% \| 85.2% \| \| Adams \| Adams \| \| 42.0% \| 42.0% \| \| Jay \| Jay \| \| 11.1% \| 11.1% \| \| Harrison \| Harrison \| \| 7.4% \| 7.4% \| \| Rutledge \| Rutledge \| \| 7.4% \| 7.4% \| \| Khác \| Khác \| \| 17.3% \| 17.3% \| \| Không hợp lệ \| Không hợp lệ \| \| 14.8% \| 14.8% \| |              |  |       |       |
| Phiếu Đại cử tri |              |  |       |       |
| |              |  |       |       |
| Washington | Washington   |  | 85.2% | 85.2% |
| Adams | Adams        |  | 42.0% | 42.0% |
| Jay | Jay          |  | 11.1% | 11.1% |
| Harrison | Harrison     |  | 7.4%  | 7.4%  |
| Rutledge | Rutledge     |  | 7.4%  | 7.4%  |
| Khác | Khác         |  | 17.3% | 17.3% |
| Không hợp lệ | Không hợp lệ |  | 14.8% | 14.8% |

| \| Phiếu Phổ thông \| Phiếu Phổ thông \| Phiếu Phổ thông \| Phiếu Phổ thông \| Phiếu Phổ thông \| \| --------------- \| --------------- \| --------------- \| --------------- \| --------------- \| \| \| \| \| \| \| \| Washington \| Washington \| \| 100.0% \| 100.0% \| \| Khác \| Khác \| \| 0.0% \| 0.0% \| |            |  |        |        |
| Phiếu Phổ thông |            |  |        |        |
| |            |  |        |        |
| Washington | Washington |  | 100.0% | 100.0% |
| Khác | Khác       |  | 0.0%   | 0.0%   |